# Oleg Winogradow

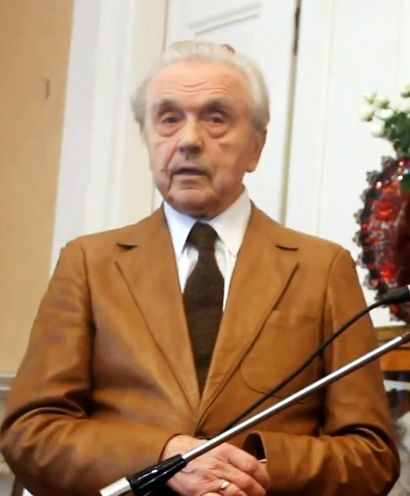
Oleg Winogradow w roku 2018

Oleg Michajłowicz Winogradow (ros. Оле́г Миха́йлович Виногра́дов, ur. 1 sierpnia 1937 w Leningradzie (obecnie Petersburg) – rosyjski choreograf.

## Życiorys
W latach 1958-1965 był tancerzem, od 1963 również asystentem choreografa w teatrze Opery i baletu w Nowosybirsku, a 1968-1972 choreografem Teatru im. Kirowa w Leningradzie. W latach 1973–1977 był choreografem w Teatrze Małym Opery i Baletu w Leningradzie, a 1977-1995 dyrektorem artystycznym i głównym choreografem Teatru im. Kirowa, ponadto w 1990 założył Universal Ballet Academy w Waszyngtonie, a w 1994 Petersburski Balet Kameralny. Jego ważniejsze prace to Romeo i Julia (1965 i 1976) z muzyką Prokofjewa, Asiel' z muzyką Władimira Własowa (1967), La fille mal gardée z muzyką Ferdinanda Hérolda (1971), Coppélia z muzyką Léo Delibesa (1973), Jarosławna z muzyką Borisa Tiszczenki (1974 i 1977). Opracował oryginalny styl choreograficzny, charakteryzujący się bogactwem fantazji, łączący elementy klasyki, folkloru i nowatorstwa.